# Una gallina en el viento
Una gallina en el viento (風の中の牝鶏 Kaze no naka no mendori?) es una película dramática japonesa de 1948 dirigida por Yasujirō Ozu, protagonizada por Kinuyo Tanaka y Shūji Sano. En 2011 el BFI lanzó un DVD para la región 2 de la película como un extra de la edición en doble formato de El sabor del sake.

## Sinopsis
La película está ambientada en el Japón inmediato de la posguerra, Tokio. Tokiko (Kinuyo Tanaka), una madre de veintinueve años de edad de un niño de cuatro años, está esperando la repatriación de su marido de la Segunda Guerra Mundial. En la posguerra los precios de Tokio están aumentando y la madre alquila una habitación en un distrito industrial de clase trabajadora, haciendo que acabe trabajando en la industria de la confección de tela. Ella es apoyada por un amigo de largo plazo y excompañero de trabajo Akiko (Chieko Murata).
Un día, el hijo de Tokiko, el pequeño Hiroshi, se enferma y necesita ser hospitalizado. Aunque Hiroshi se recupera posteriormente, las altas facturas hospitalarias obligan a Tokiko a cometer un acto desesperado: ella decide prostituirse por una noche en un establecimiento. Cuando Akiko se entera de esto, rechaza a Tokiko por ser estúpida, y Tokiko comienza a sentir vergüenza y locura a pesar de que explica que no tiene otra opción.
El marido, Shuichi Amamiya (Shūji Sano), finalmente regresa de la guerra tardíamente y la pareja se reúne felizmente. Sin embargo, la conversación se convierte en la reciente enfermedad de Hiroshi y Tokiko, al encontrar que es imposible mentir, se sicnera con su esposo respecto a lo que ha hecho. Shuichi vuela en una rabia y es totalmente incapaz de concentrarse en su trabajo para los próximos días. Los pensamientos sobre la "mala conducta" de su esposa lo obsesionan y él descubre de ella exactamente donde está el establecimiento. Luego hace una visita secreta al lugar una tarde, sólo para encontrar otra prostituta joven de 21 años a punto de servirle allí. De ella se da cuenta de que su recurso a la prostitución está desesperado: su padre no puede trabajar y su hermano menor está en la escuela. Shuichi resuelve encontrar para la muchacha un trabajo apropiado en su lugar de trabajo.
Shuichi confía sus problemas a su colega, Satake (Chishū Ryū). Satake promete hacer todo lo posible para ayudar a la niña, y aconseja a Shuichi que perdone a su esposa. Pero Shuichi afirma que simplemente no puede evitar molestarse por el acto de Tokiko. Cuando regresa a casa, Tokiko intenta desesperadamente aplacarlo y se disculpa repetidamente por su error, pero Shuichi la trata brutal y violentamente, tirándola por un tramo de escaleras accidentalmente por la fuerza. Cuando se da cuenta de que está herida, comienza a controlarlo. Un lesionado Tokiko cojea en la habitación e intenta reconciliarse con Shuichi, quien confiesa que él también está equivocado. Finalmente se abrazan desesperadamente y prometen olvidarse de todo y empezar de nuevo, confiando en el otro por su apoyo final.

## Reparto
- Kinuyo Tanaka como Tokiko Amamiya
- Shūji Sano como Shuichi Amamiya
- Chieko Murata como Akiko Ida
- Chishū Ryū como Kazuichiro Satake
- Hohi Aoki como Shoichi
- Chiyoko Ayatani como Fusako Onada
- Reiko Mizukami como Orie Noma
- Takeshi Sakamoto como Hikozo Sakai
- Eiko Takamatsu como Tsune